# Honoré Van Waeyenbergh
Honoré Marie Louis Van Waeyenbergh (Brussel, 25 november 1891 - Korbeek-Lo, 19 juli 1971) was een Belgische katholieke geestelijke. Hij was titulair bisschop van Gilba, hulpbisschop en rector magnificus emeritus van de Katholieke Universiteit Leuven. Hij is een grootoom van de politicus Freddy Thielemans (burgemeester van Brussel).

## Jeugd en opleiding
Hij werd geboren als zoon van Louis van Waeyenbergh die een slagerij uitbaatte niet ver van de Brusselse Grote Markt. Na de lagere school te Brussel deed hij zijn humaniora in Hoogstraten. Als seminarist werd hij naar de Katholieke Universiteit Leuven gestuurd om er tegelijkertijd klassieke filologie en thomistische wijsbegeerte te studeren aan het Hoger Instituut voor Wijsbegeerte (1909-1912). Daarna volgden nog twee jaar theologische studie aan het Groot Seminarie te Mechelen maar deze studies werden door het uitbreken van de Eerste Wereldoorlog onderbroken. 
Hij werd brancardier aan het IJzerfront bij het Belgisch leger, waar hij op 25 oktober 1914 zwaargewond raakte. Hij werd naar Engeland gebracht en in Manchester onderging hij een heelkundige ingreep. Terug aan het front werd hij secretaris van de hoofdaalmoezenier mgr. Jean Marinis (1879-1942).
Hij werd priester gewijd in 1919 en in 1924 behaalde hij het doctoraat in de klassieke filologie. Hij was achtereenvolgens leraar en directeur van het Sint-Gummaruscollege te Lier (1924-1927) en van het Sint-Jan Berchmanscollege te Antwerpen (1927-1936).

## Rector
In 1936 werd hij benoemd tot vice-rector van de Leuvense Universiteit en in 1940 volgde hij Paulin Ladeuze op als rector magnificus en bleef dit tot in 1962. Van Waeyenbergh zette samen met de Vlaamsgezinde Mgr. Pieter-Jozef Sencie, stichter van de Vlaamse Leergangen te Leuven, de gedeeltelijke vernederlandsing (van de studiecolleges) van de universiteit voort. In 1938 werd Van Waeyenbergh door eerste minister Paul-Emile Janson benoemd tot voorzitter van de Vlaamsche Cultuurraad, wat hij bleef tot de raad bij het begin van de bezetting door de Duitsers werd opgeheven.
De ethisch conservatieve Van Waeyenbergh stond erg sceptisch tegenover de toegang van jonge vrouwelijke studenten aan de universiteit. In een Herderlijk schrijven, gepubliceerd in 'Ons Leven' in november 1936, waarschuwde hij de (mannelijke) studenten voor "het gevaar" van die tijd, met name "de vrouw, (...) en haar (verderfelijke) uiterlijke schoonheid en koketterie". In de brief pleitte hij voor een "strenge, scherpe maar weldoende scheiding" van omgang tussen studenten en meisjesstudenten, zowel in het openbare als in het universitaire leven.

## Heropstanding
Hij was nog maar pas benoemd als rector, toen de Tweede Wereldoorlog uitbrak en de universiteitsbibliotheek op 17 mei 1940 afbrandde, 900.000 boeken gingen verloren. Onder meer omwille van zijn verzet tegen de verplichte arbeid van studenten in Duitsland werd de rector een tijd gevangengezet.
Eens de oorlog voorbij brak een periode aan van groei en voorspoed. Door de democratisering groeide het aantal studenten gedurende zijn bewind van 7.500 naar 13.500 eenheden. De bibliotheek werd weer opgebouwd, en overal verrezen nieuwe gebouwen waaronder ook het AZ Pellenberg.
Gedurende de laatste jaren van het Belgisch bewind in Congo richtte hij in Leopoldstad de katholieke universiteit Lovanium op.
Van 1954 tot zijn overlijden in 1971 was hij hulpbisschop te Mechelen van de kardinalen Jozef Van Roey en Leo Suenens.

## Emeritaat
In 1962 was hij de eerste rector die op emeritaat diende te gaan op 70-jarige leeftijd, dit was het gevolg van de invoering ervan bij de professoren.
Zijn emeritaat alsook de discussies naar aanleiding van het Tweede Vaticaans Concilie waren voor rector Van Waeyenbergh moeilijke momenten. Des te meer besefte hij dat men in een veranderde wereld was terechtgekomen, waarin sommigen andere waarden hanteerden dan diegene waar hij voor stond.